# AS Ali Sabieh Djibouti Télécom
El Djibouti Télécom es un equipo de fútbol de Yibuti que juega en la Primera División de Yibuti, la liga de fútbol más importante del país.

## Historia
Fue fundado en el año 1991 en la ciudad de Ali Sabieh y en la temporada 2009 se convirtió en el primer equipo de en ganar el título de la Primera División de Yibuti que no sea de la capital Yibuti. Han sido campeones de la máxima categoría en tres ocasiones y han ganado dos veces la supercopa.
En el año 2014 participaron en su primer torneo internacional, en la Copa Interclubes Kagame 2014, en la que fueron eliminados en la fase de grupos.

## Palmarés
- Primera División de Yibuti: 8

2008-09, 2012-13, 2013-14, 2014-15, 2015-16, 2016-17, 2017-18, 2024-25
- Copa de Yibuti: 2

2006, 2017-18
- Supercopa de Yibuti: 2

2010-11, 2013-14

## Participación en competiciones de la CAF
| Temporada | Torneo                       | Ronda      | Club               | Casa | Visita | Global |
| --------- | ---------------------------- | ---------- | ------------------ | ---- | ------ | ------ |
| 2018/19   | Liga de Campeones de la CAF  | Preliminar | Jimma Aba Jifar FC | 1-3  | 2-2    | 3-5    |
| 2022/23   | Copa Confederación de la CAF | 1          | AS Kigali          | 0-0  | 0-1    | 0-1    |
| 2023/24   | Copa Confederación de la CAF | 1          | Young Africans SC  | 0-2  | 1-5    | 1-7    |

## Jugadores

### Jugadores destacados
- Jeff Nzokira
- Roger Tchouassi